# シコー (モータ)
シコー株式会社（SHICOH CO.,LTD.）は、神奈川県大和市に本社を置く携帯電話用バイブレータなどのモーター製造メーカー。

## 概要
東京理科大学を卒業した白木学は小型モータの研究を行ない、1974年に起業。1976年に有限会社シコー技研を設立した。社名の「シコー技研」は「思考（しこう）に思考を重ねて独創的な製品を開発する」という白木の思いから来ており、大学在学中から白木が商標登録を行なっていた。
その後、シコーは携帯電話用小型振動モータを開発し、バイブレータの振動によって着信を知らせるマナーモード機能を世界で初めて実現させた。2004年には東京証券取引所マザーズ市場に上場。翌年には携帯電話のカメラの焦点合わせに使用する「AFLモータ」の低価格化に成功し、さらに業績を拡大させた。

## 経営破綻
2012年8月10日、民事再生法の適用を申請し、負債総額は約86億円。2012年9月11日に東証マザーズを上場廃止となった。
シコーが経営破綻した要因の一つに、スマートフォンメーカーAppleがシコーとの受注契約を終了したことにある。シコーはAppleからの受注で成長を果たし、2010年12月期に過去最高となる売上高約138億円を記録した。その後、シコーはさらなる受注拡大を目論み、中国に上海工場を設立したが、2011年に「IPhone 4」のモデルチェンジで、Appleからの大口受注を失った。その影響もあって、2011年12月の売上高は約105億円と前年度に比べ30億円以上も落ち込み、最終損益も約32億円の赤字となった。
また、リーマン・ショック以降の急激な円高で為替デリバティブが損失を計上しており、赤字決算が続いていたことも破綻につながったほか、低コスト化で中国・韓国系企業と熾烈な争いを行なっていたこともマイナスに働いた。
。
2012年12月、携帯電話用モーター事業を約3億7,400万円で上海泰隆汽車装飾有限公司グループに譲渡した。